# Dee Murray
Dee Murray, född David Murray Oates 3 april 1946 i Southgate, Enfield, London, död 15 januari 1992 i Nashville, Tennessee, var en brittisk basist. Tillsammans med Nigel Olsson och Davey Johnstone utgjorde han åren 1970 - 1975 huvudmedlem i Elton Johns band, som de två återkom till 1981 - 1985.
Efter att ha behandlats för hudcancer på Vanderbuilt University Medical Center i Nashville dog Murray, som räknas som en av tidernas största basister, av en stroke den 15 januari 1992.